# Eustazio di Epifania
Eustazio di Epifania (Epifania di Siria, ... – ...; fl. VI secolo) è stato uno storico bizantino, cronachista degli inizi del VI secolo.

## Biografia
Nativo di Epifania di Siria, morì probabilmente tra il 503 e il 504.
Scrisse una cronaca in due libri da Enea all'assedio di Amida nel 502/503, sotto il regno dell'imperatore Anastasio I Dicoro. La sua opera è scomparsa, fatta eccezione per alcuni brani citati in Evagrio Scolastico, Giovanni Malala e nella Suida; è possibile che la descrizione dell'assedio di Amida contenuta nell'opera di Procopio di Cesarea provenga dalla cronaca di Eustazio.